# ليني جونروز
ليونارد جونروز (29 نوفمبر 1969 - 15 أغسطس 2022) كان لاعب كرة قدم إنجليزي محترف، لعب لأندية بيرنلي وبوري وسوانسي سيتي. كان لاعب وسط دفاعي.

## حياة مهنية
بدأ جونروز مسيرته الكروية في بلاكبيرن روفرز كمتدرب شاب، ثم أمضى فترة معارًا إلى بريستون نورث إند. وخلال هذه الفترة، تألق بشكل لافت، مما دفع نادي هارتلبول يونايتد إلى التعاقد معه مقابل 50,000 جنيه إسترليني. وشارك في أكثر من خمسين مباراة مع النادي، مسجلاً أحد عشر هدفًا. في نهاية عقده، تعاقد معه مدرب نادي بوري، ستان تيرنت، الذي أراد تعزيز خط وسطه.
كان جونروز شخصية محورية في صعود بوري السريع إلى الدرجة الأولى. رأى تيرنت أن لاعب الوسط مهم جدًا لفريقه لدرجة أنه دفع 225,000 جنيه إسترليني ليأخذ جونروز معه إلى ناديه الجديد، بيرنلي. في نهاية موسم 2002-2003، تم بيعه في صفقة انتقال حر، لكنه أعاد التوقيع مع النادي بعد أربعة أشهر على أساس أسبوعي. لاحقًا، أعاد التوقيع مع أحد أنديته القديمة، بوري. بعد ثلاثة أشهر، انتقل مرة أخرى، هذه المرة إلى سوانزي سيتي.
ساعد جونروز نادي سوانزي سيتي على تجنب الهبوط من الدرجة الثالثة من دوري كرة القدم، مسجلاً ثلاثة أهداف حاسمة في ذلك الموسم. ساعد هدفان في أسبوع واحد في مارس على تحقيق تعادل خارج أرضه مع كيدرمينستر وفوز على أرضه ضد أكسفورد. جاء هدفه الأخير للنادي في يوم السبت الأخير من موسم 2002-2003. كان سوانزي سيتي يلعب ضد هال سيتي، وكان بحاجة إلى معادلة نتيجة إكستر سيتي أو أفضل من نتيجة ساوثيند للحفاظ على مكانته في الدوري. سجل جونروز من مسافة قريبة من ركلة حرة نفذها روبيرتو مارتينيز في وقت مبكر من الشوط الثاني ليضع سوانزي في المقدمة بنتيجة 3-2. تعني النتيجة النهائية 4-2 أن النادي حافظ على مكانته في الدوري على حساب إكستر.
في صيف عام 2003، عُرض على جونروز عقدٌ مدته 12 شهرًا مع سوانزي، وبدأ موسم 2003-2004 في مركز قلب الدفاع غير المألوف له. بعد تعافيه من إصابة في أوتار الركبة، أصبح قائدًا للفريق لفترة وجيزة، ثم عاد إلى مركزه المعتاد كلاعب وسط دفاعي. في حوالي عيد الميلاد عام 2003، نوقش تمديد عقده لمدة 12 شهرًا أخرى في نهاية ذلك الموسم، ولكن عندما غادر المدرب برايان فلين النادي بالتراضي في مارس 2004، سدد جونروز عقده وغادر سوانزي في غضون يومين.
وقع جونروز مع نادي بيرنلي للمرة الثالثة في اليوم الأخير من فترة الانتقالات (مارس 2004).

## الحياة الشخصية
بعد تقاعده، أصبح جونروز مدرسًا. في مارس 2017، شخص إصابته بمرض العصبون الحركي.
بعد أن أعلن جونروز عن حالته ومعركته الشخصية مع مرض العصبون الحركي، نظم جاريث وينستون ولي تراندل فريقًا من أساطير سوانزي للمشاركة في مباراة انتهت بفوز الأساطير بنتيجة 10-7. توفي في 15 أغسطس 2022، عن عمر يناهز 52 عامًا.